# Liste des compagnies aériennes au Bangladesh
Il s'agit d'une liste de compagnies aériennes qui ont un certificat d'opérateur aérien délivré par l'Autorité de l'aviation civile du Bangladesh.

## Compagnies aériennes régulières
| Compagnie aérienne        | Image | IATA | OACI | Indicatif d'appel | Aéroport (s) Hub                                                                                                |
| ------------------------- | ----- | ---- | ---- | ----------------- | --- |
| Biman Bangladesh Airlines |       | BG   | BBC  | BANGLADESH        | - Aéroport international de Shahjalal - Aéroport international de Shah Amanat - Aéroport international d'Osmani |
| US-Bangla Airlines        |       | BS   | UBG  | BANGLASTAR        | - Aéroport international de Shahjalal                                                                           |
| Regent Airways            |       | RX   | RGE  | REGENT            | - Aéroport international de Shahjalal                                                                           |
| Novoair                   |       | VQ   | NVQ  | NOVOAIR           | - Aéroport international de Shahjalal                                                                           |

## Compagnies aériennes charter
| Compagnie aérienne                    | Image | IATA | OACI | Indicatif d'appel | Aéroport (s) Hub                    |
| ------------------------------------- | ----- | ---- | ---- | ----------------- | ----------------------------------- |
| Arirang Aviation Limited              | -     | -    | MGP  | MAGPIE            | Aéroport international de Shahjalal |
| R&R Aviation                          | -     | -    | -    | RNR Aviation      | Aéroport international de Shahjalal |
| South Asian Airlines                  |       | -    | BDS  | SOUTH ASIAN       | Aéroport international de Shahjalal |
| BRB Air Limited                       |       | -    | -    | BRB AIR           | Aéroport international de Shahjalal |
| Square Air Limited                    |       | -    | -    | Square air        | Aéroport international de Shahjalal |
| Bashundhara Airways                   | -     | -    | -    | BASHUNDHARA AIR   | Aéroport international de Shahjalal |
| Impress Aviation Limited              | -     | -    | -    | Impress Aviation  | Aéroport international de Shahjalal |
| Meghna Aviation Limited               | -     | -    | -    | Meghna Aviation   | Aéroport international de Shahjalal |
| Bangla International Airlines Limited | -     | -    | -    | BIAL              | Aéroport international de Shahjalal |
| BCL Aviation Limited                  | -     | -    | -    | BCL Aviation      | Aéroport international de Shahjalal |

## Compagnies aériennes cargo
| Compagnie aérienne | Image | IATA | OACI | Indicatif d'appel | Aéroport (s) Hub                    |
| ------------------ | ----- | ---- | ---- | ----------------- | ----------------------------------- |
| Bismillah Airlines |       | BH   | BML  | Bismillah Air     | Aéroport international de Shahjalal |
| Easy Fly Express   |       | 8E   | EFX  | EASY EXPRESS      | Aéroport international de Shahjalal |
| Hello Airlines     |       | H3   | -    |                   | Aéroport international de Shahjalal |
| SkyAir             |       | S8   | -    | -                 | Aéroport international de Shahjalal |

## Voir également
- Liste des compagnies aériennes
- Liste des anciennes compagnies aériennes du Bangladesh
- Liste des anciennes compagnies aériennes d'Asie
- Liste des aéroports du Bangladesh
- Liste des compagnies aériennes en Asie
- Liste des compagnies aériennes en Europe